# فرید کشن‌فلاح
فرید کشن‌فلاح یا فریدون کشن‌فلاح (۲ شهریور ۱۳۳۹، کرمانشاه – ۱۴ اردیبهشت ۱۳۹۵، تهران) چهره‌پرداز و بازیگر اهل ایران بود. وی برادر سعید کشن‌فلاح کارگردان و بازیگر تئاتر بود. کشن فلاح از معدود چهره‌پردازان ایران بود که با گریم پلاستیک آشنایی داشت و آن را تدریس می‌کرد.

## فیلم‌شناسی

### بازیگر
- وفا (مجموعه تلویزیونی) (۱۳۸۵)
- مردی شبیه باران (۱۳۷۵)
- تونل (۱۳۷۱)
- بحران (۱۳۶۶)
- هراس (۱۳۶۶)
- دستفروش (اپیزود اول) (۱۳۶۵)
- دستفروش (اپیزود سوم) (۱۳۶۵)
- بلمی به سوی ساحل (۱۳۶۴)
- زنگ‌ها (۱۳۶۴)
- عقود (۱۳۶۳)

### طراح چهره‌پردازی
- پرنده باز (۱۳۸۹)
- زخم شانه حوا (۱۳۸۶)
- زخم زیتون (۱۳۸۳)
- شیدا (۱۳۷۷)
- مردی از جنس بلور (۱۳۷۷)
- معصوم (۱۳۷۷)
- مرد عوضی (۱۳۷۶)
- مردی شبیه باران (۱۳۷۵)
- آخرین مرحله (۱۳۷۴)
- دکل (۱۳۷۴)
- هفت گذرگاه (۱۳۷۴)
- حمله به اچ۳ (۱۳۷۳)
- آخرین شناسایی (۱۳۷۲)
- سجاده آتش (۱۳۷۲)
- در جستجوی قهرمان (۱۳۶۷)
- گنبد نور (۱۳۶۷)
- بلمی به سوی ساحل (۱۳۶۴)

### چهره‌پرداز
- چراغی در مه (۱۳۸۶)
- کولی (۱۳۸۱)
- به خاطر هانیه (۱۳۷۳)
- تونل (۱۳۷۱)
- شعله‌های خشم (۱۳۷۱)
- بدوک (۱۳۷۰)
- تعقیب سایه‌ها (۱۳۶۹)
- چشم شیشه‌ای (۱۳۶۹)
- آب را گل نکنید (۱۳۶۸)
- شنا در زمستان (۱۳۶۸)
- مهاجر (۱۳۶۸)
- هراس (۱۳۶۶)
- عقود (۱۳۶۳)